# Ampedus boisduvali
Ampedus boisduvali là một loài bọ cánh cứng trong họ Elateridae. Loài này được Fauvel miêu tả khoa học năm 1862.